# La Courneuve
La Courneuve – miasto we Francji, w regionie Île-de-France, w departamencie Sekwana-Saint-Denis.
Według danych na rok 2003 miasto zamieszkiwało 42 137 osób, a gęstość zaludnienia wynosiła 4540 osób/km² (wśród 1287 gmin regionu Île-de-France Courneuve plasuje się na 63. miejscu pod względem liczby ludności, natomiast pod względem powierzchni na miejscu 517.).

## Sąsiednie miasta
- Aubervilliers
- Saint-Denis
- Stains
- Le Bourget
- Drancy

## Miasta partnerskie

Położenie La Courneuve w ramach aglomeracji paryskiej

- Ocotal (Nikaragua)
- Preszów (Słowacja)
- Yako (Burkina Faso)